# 日本遊戯銃協同組合

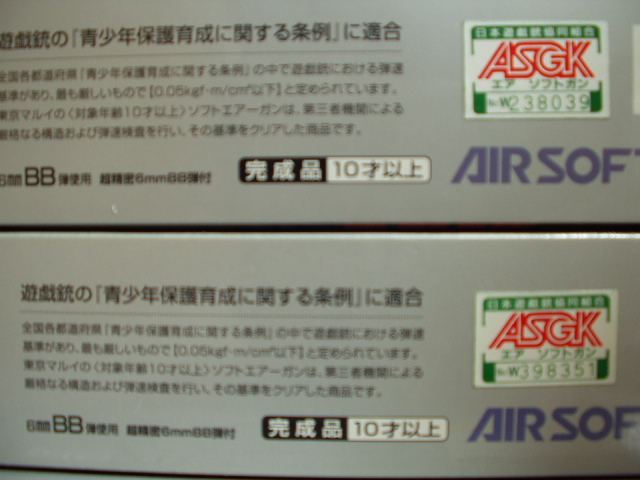
旧ASGK適合シール

日本遊戯銃協同組合（にほんゆうぎじゅうきょうどうくみあい）は、遊戯銃製造業者の業界団体である。略称はASGK。前身は1974年設立の日本モデルガン製造協同組合。1986年に遊戯銃の自主規制団体「エアーソフトガン協議会」を吸収合併し、現在の組織名に改称した。玩具エアガンの呼称として使用される「エアーソフトガン」は同組合の登録商標である。

## 加盟企業
- アップル
- ウエスタン・アームズ
- エム・アイ・イー総研 アクション事業部
- クラウンモデル
- ケイエム企画
- K.T.W.
- SANSEI
- タナカ
- 東京マルイ
- ハートフォード

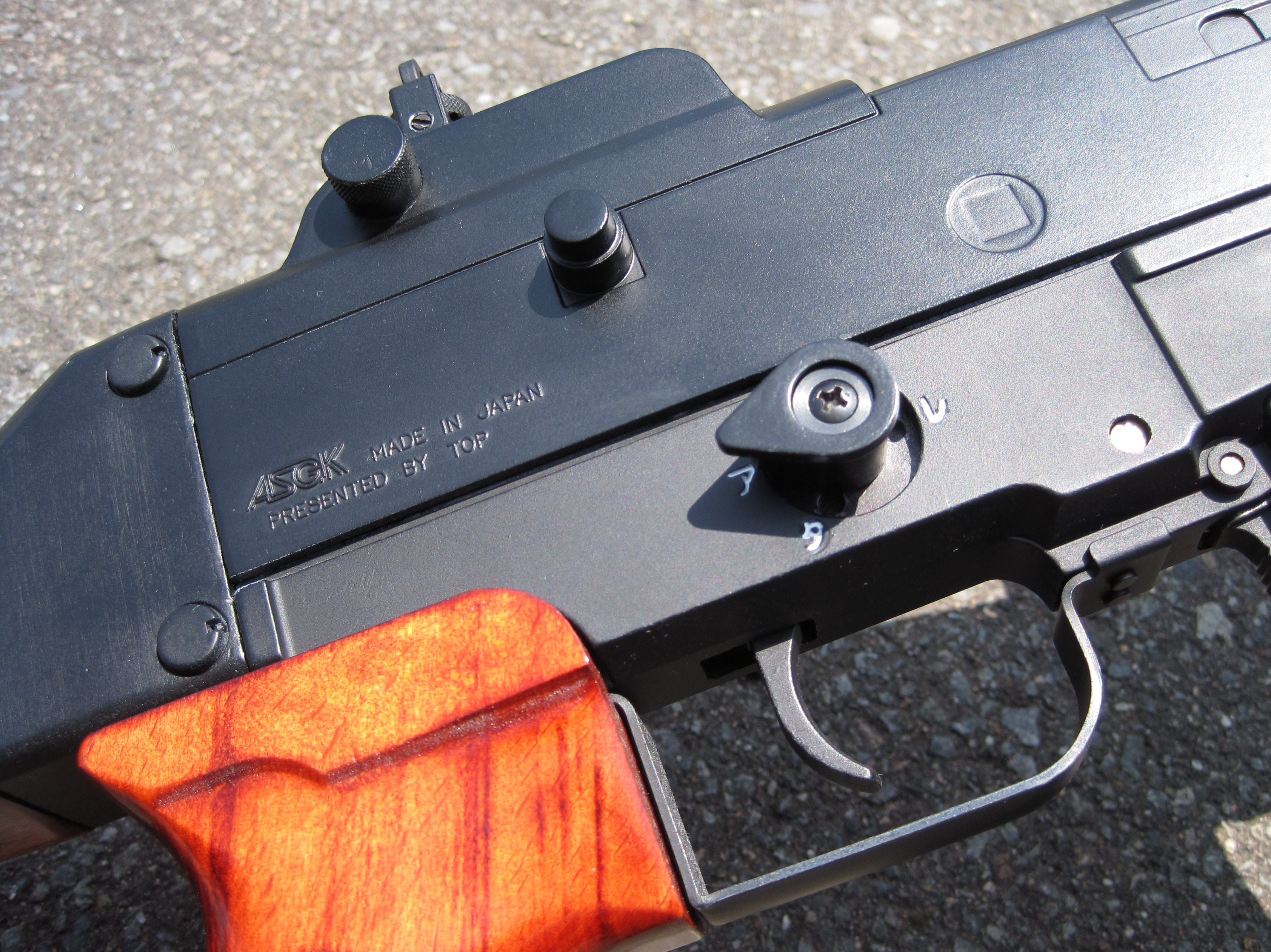
「ASGK」の文字が刻印されているTOP JAPAN製電動ガン

- ヨシトモ：TOP JAPANブランドで販売している

## 沿革
- 1974年12月 - モデルガン製造業者11社が自主規制団体「日本モデルガン製造協同組合」を設立
- 1975年 6月 - 通商産業省（現 経済産業省）に認可される
- 1975年11月 - 改造防止の自主規制適合マーク (sm) の運用開始
- 1977年12月 - 模擬銃器規制の施行にともない、法規制適合マーク (SMG) の運用開始
- 1981年 6月 - 玩具エアガン製造業者7社が自主規制団体「エアーソフトガン協議会」を設立
- 1983年 1月 - 威力の自主規制適合マーク (ASGK) の運用開始
- 1986年 5月 - 日本モデルガン製造協同組合とエアーソフトガン協議会が合併し、組織名を「日本遊戯銃協同組合」に改称